# Villa Nápoli
Villa Nápoli es una telenovela chilena, del género melodrama, producida por Canal 13 y transmitida desde el 1 de abril hasta el 15 de agosto de 1991, reemplazando a Acércate más y siendo sucedida por Ellas por ellas.
Es creada y escrita por el dramaturgo, Sergio Vodanović, producida por Nené Aguirre, con la dirección general de Óscar Rodríguez Gingins, bajo el núcleo de contenidos de Ricardo Miranda.
Es protagonizada por Walter Kliche y la primera actriz Ana González. Con las actuaciones de Jaime Vadell, Carolina Arregui, Sonia Viveros, Maricarmen Arrigorriaga, Sergio Hernández, Gloria Münchmeyer, Gabriela Hernández, Alejandro Castillo, Marcela Medel, entre otros. 

## Argumento
Es la historia de don Fabrizio (Walter Kliche), rico empresario que va en busca por fin de la esposa que no tuvo; y de su familia, compuesta por su hermana Regina (Ana González) y los hijos de ésta.
Marcelo (Sergio Hernández), su sobrino, asume finalmente que su futura esposa no es la mujer que realmente ama: Claudia (Gloria Münchmeyer) decide enfrentar el machismo de su marido, estudiando a escondidas. Virginia (Maricarmen Arrigorriaga) no soporta su soltería y Humberto (Jaime Vadell), decide estabilizar su vida.
La historia comienza en el día en que Fabrizio conoce a Aída (Gabriela Hernández), en la oficina de su empresa -a la que ha ido a vender ropa fallada de Patronato-, su vida cambia por completo. En pos de este amor, Fabrizio ya no será más el hombre amargado de 70 años, rico y solterón, que lo único que ha hecho en su vida es ganar un dinero que ahora se disputan sus herederos.
Pero a la familia del rico empresario no les gusta esta mujer madura, entretenida y encantadora, que podría hacer que sus planes fallaran. Por eso, Regina (Ana González) -una mujer intrusa y manipuladora-, y sus hijos, Virginia, Humberto y Marcelo, se oponen a esta relación.
Virginia es una solterona sufrida, quien, por amor a Byron (Alejandro Castillo), sufrió en su juventud la pena de reclusión en un convento adonde la enviaron sus padres. Su hermano Humberto oscilará entre la novia obligada, Matilde (Sonia Viveros) -una dulce mujer de clase alta arruinada-, y la efervescente Olivia (Carolina Arregui), a la cual conoce por pura casualidad.
Olivia, por su lado, se dejará querer por Humberto, pero se encuentra ligada al matón del barrio, Rubén (Samuel Villarroel). Un nuevo personaje aparecerá con el correr de la teleserie, el cual podría transformarse en el amor de la joven. ¿O preferirá al maduro Humberto? ¿O quizás a Paulo (Pablo Ausensi), sobrino-nieto de Fabrizio, quien también la pretende?
El machismo en Villa Nápoli está bien representado por Marcelo, el hijo mayor de Regina, un personaje ególatra y egoísta que hace la infelicidad de su familia formada por su mujer, Claudia, bella y sumisa, pero que ahora estudia una carrera universitaria a espaldas de su marido, y sus dos hijas: Soledad (Francisca Castillo) y Bárbara (Paula Sharim). Claudia podría reencontrar el amor en su gran amigo "Benito" (Luis Gnecco) o en Ramón (Eduardo Mujica) -un soltero experto en contaminación-, si ella decidiera dejar a su marido e iniciar una nueva vida.
Las jóvenes también tienen su parte en este enredo amoroso. Soledad -estudiante de diseño y vestuario- ingresa a un taller literario, donde se enamora de Sebastián (Mauricio Pesutic) su profesor, pese a la diferencia de edad. Orlando (Felipe Castro) también la pretende, mientras que su hermana Bárbara se liga sentimentalmente a Nelson (Álvaro Pacull), hijo de Byron, el malo de la película y miembro de una pandilla de "hijitos de papá", buscadores de emociones fuertes.
Como característica fundamental de este sinfín de desencuentros están las parejas generacionalmente diferentes, pero que, en algún momento, podrían constituirse para siempre.

## Reparto

### Principales
- Walter Kliche como Fabrizio Dil Ponti
- Ana González como Regina Dil Ponti
- Jaime Vadell como Humberto Álvarez
- Gloria Münchmeyer como Claudia Montes
- Carolina Arregui como Olivia Díaz
- Maricarmen Arrigorriaga como Virginia Álvarez
- Sergio Hernández como Marcelo Álvarez
- Sonia Viveros como Matilde Norambuena
- Mauricio Pešutić como Sebastián Flo
- Marcela Medel como Elcira Faúndez
- Tennyson Ferrada como Segundo
- Nelly Meruane como Ester
- Aníbal Reyna como Federico Díaz
- Grimanesa Jiménez como Clarisa
- Gabriela Hernández como Aída Faúndez
- Fernando Farías como Evaristo
- Samuel Villarroel como Rubén
- Francisca Castillo como Soledad Álvarez
- Pablo Ausensi como Paulo Álvarez
- Paula Sharim como Bárbara Álvarez
- Álvaro Pacull como Nelson Trigal
- Alejandro Castillo como Byron Trigal
- Luis Gnecco como Benito
- Mané Nett como Marcia
- Domingo Tessier como Faror
- María Castiglioni como Isolina
- Felipe Castro como Orlando
- Eduardo Mujica como Ramón
- Alberto Villegas como Laureano

### Recurrentes e invitados especiales
- Eliana Vidal como Valentina Lobos
- Carmen Disa Gutiérrez como Patricia
- Hans Stein como Otto Bohmer
- Felipe Armas como Patricio
- Héctor Lucio Leoz como Arístides
- Alejandra Fosalba como Ismenia
- Pía Salas como Amiga de Nelson
- Juan Bennett como Amigo de Nelson 1
- Pablo Krögh como Amigo de Nelson 2
- Héctor Noguera como Empleado de las empresas Dil Ponti
- Gloria Canales como Secretaria
- Mauricio Latorre como Médico
- Pedro Dubó como Taxista
- Miriam Pérez como Madre Superiora 1
- Claudia Paz como Madre Superiora 2
- Claudio Miranda como Joven florerista

## Banda sonora
- Cry for help - Rick Astley

## Curiosidades
- Retransmitida en una ocasión: de marzo a septiembre de 1998 en el horario del mediodía. Durante esta retransmisión, la teleserie estuvo interrumpida cerca de un mes, mientras se desarrollaba el Campeonato Mundial de Fútbol en Francia.
- Es la última teleserie de Mauricio Pesutic en Canal 13.
- El papel de Fabrizio Dil Ponti, en un principio lo iba a realizar un actor argentino llamado Luis Dávila, pero durante el viaje hacía a Chile, el actor sufrió un infarto lo que lo obligó a regresar a Argentina, este finalmente fue reemplazado por el actor Walter Kliche.